# 高木心平
高木 心平（1985年10月22日—），日本男演員，出生於愛知縣瀨戶市，並於名古屋市長大。同為男演員的高木万平是其雙胞胎哥哥。目前為星塵傳播公司所屬。

## 演出作品

### 电视剧
- 兽拳战队激气连者 第38話（2007年、朝日电视台） - 鏡子裡的深见烈（与高木万平共演）
- cafe吉祥寺で（2008年、东京电视台） - 皆川いつむ 役
- 小咩的管家（2009年1月 - 2009年3月、富士电视台） - 赤羽左近（与高木万平共演）
- 漂流网吧（2009年4月-、毎日放送） - アツシ
- 名侦探的守则 第9話（2009年6月12日、朝日电视台）
- 侠义看护（2009年7月9日～、富士电视台）-　古贺康介（与高木万平共演）
- 靛青之夜（2010年1月 - 2010年4月、富士电视台） - モサク（大槻武藏）（与高木万平共演）
- 欢迎光临樱兰高校真人版（2011年7月 - 9月、TBS） - 常陆院光（与高木万平共演）
- 怪盗ハンサム（2011年7月29日、东海电视台） - 石田哲郎（与高木万平共演）
- 白户修的事件簿 第8話（2012年3月16日、TBS） - 常陆院光（与高木万平共演）
- 非公认战队秋叶原连者 第10話（2012年6月8日） - 都筑拓马 / 新秋叶红

### 舞台
- 網球王子舞台劇（2006年-2007年） - 桃城武
- 强风吹拂（2009年1月） - 城次郎

### 电影
- アリーナロマンス（2007年10月公开）
- 樱兰高校男公关部（2012年3月公开）- 常陆院光（与高木万平共演）

### 電視動畫
- 遊戲王ARC-V (2014年 -2016年 、東京電視台) - 遊吾 (與高木万平共演)